# Aphidius matricariae
A. affinis, A. arundinis, A. baudysi, A. chrysanthemi, A. cirsii, A. discrytus, A. lychnidis, A. merceti, A. nigriteleus, A. obscuriformis, A. phorodontis, A. polygoni, A. renominatus, A. valentinus, Lysaphidus chrisanthemi
Espèce
Synonymes
voir paragraphe #Synonymes
Aphidius matricariae est une espèce de guêpe parasitoïde de la famille des Braconidés. 

## Présentation
C'est un endoparasitoïde primaire de pucerons.
Cette espèce généraliste exploite environ quarante espèces de pucerons, dont :
- Aphis craccivora
- Aphis fabae
- Aphis gossypii
- Aulacorthum solani
- Brachycaudus cardui
- Dysaphis plantaginea
- Lipaphis erysimi
- Myzus cerasi
- Myzus persicae
- Myzus varians
- Ovatus crataegarius
- Phorodon humuli
- Rhopalosiphum maidis
- Rhopalosiphum padi
- Sitobion avenae
- Toxoptera aurantii

## Synonymes
Selon GBIF en 2022, cette espèce a vingt-deux synonymes :
- A. affinis Quilis, 1931
- A. arundinis Haliday, 1834
- A. baudysi Quilis, 1931
- A. chrysanthemi Marshall, 1896
- A. cirsii Haliday, 1834
- A. discrytus Quilis, 1931
- A. lychnidis Marshall, 1896
- A. merceti Quilis, 1931
- A. nigriteleus Smith, 1944
- A. obscuriformis Quilis, 1931
- A. phorodontis Ashmead, 1889
- A. polygoni Marshall, 1896
- A. renominatus Hincks, 1943
- A. valentinus Quilis, 1931
- Lysaphidus chrisanthemi (Marshall, 1896)